# مايكل هاردينغ (لاعب كرة قدم)
مايكل هاردينغ (بالإنجليزية: Michael Harding)‏ هو لاعب كرة قدم أمريكي، ولد في 18 أكتوبر 2001 في الولايات المتحدة. لعب مع نادي كيترينغ تاون.

## وصلات خارجية
- مايكل هاردينغ (لاعب كرة قدم) على موقع قاعدة بيانات كرة القدم.إي يو (الإنجليزية)
- مايكل هاردينغ (لاعب كرة قدم) على موقع Soccerbase.com (لاعب) (الإنجليزية)
- مايكل هاردينغ (لاعب كرة قدم) على موقع Soccerway.com (الإنجليزية)